# Febadi
Febadi est un village du Cameroun situé dans le département du Djérem et la Région de l'Adamaoua. Il fait partie de la commune de Ngaoundal.

## Population
Lors du recensement de 2005, le village était habité par 1 043 personnes, 488 de sexe masculin et 555 de sexe féminin.